# Pleurotheciopsis websteri
Pleurotheciopsis websteri är en svampart som beskrevs av Cazau, Aramb. & Cabello 1993. Pleurotheciopsis websteri ingår i släktet Pleurotheciopsis, divisionen sporsäcksvampar och riket svampar.   Inga underarter finns listade i Catalogue of Life.